# سكوت غالاشر
سكوت غالاشر (بالإنجليزية: Scott Gallacher)‏ هو لاعب كرة قدم بريطاني، ولد في 15 يوليو 1989 في بلزهيل ‏ في المملكة المتحدة. شارك مع منتخب اسكتلندا تحت 21 سنة لكرة القدم. أما مع النوادي، فقد لعب مع نادي رينجرز ونادي كاودينبيث لكرة القدم وهارت أوف ميدلوثيان.

## وصلات خارجية
- سكوت غالاشر على موقع الاتحاد الإسكتلندي (الإنجليزية)
- سكوت غالاشر على موقع قاعدة بيانات كرة القدم.إي يو (الإنجليزية)
- سكوت غالاشر على موقع Soccerbase.com (لاعب) (الإنجليزية)
- سكوت غالاشر على موقع Soccerway.com (الإنجليزية)